# KHEbikes
KHEbikes ist ein 1988 gegründeter Hersteller von BMX-Fahrrädern und -Komponenten mit Sitz in Dettenheim und gilt als älteste BMX-Firma Deutschlands.

## Unternehmensgeschichte

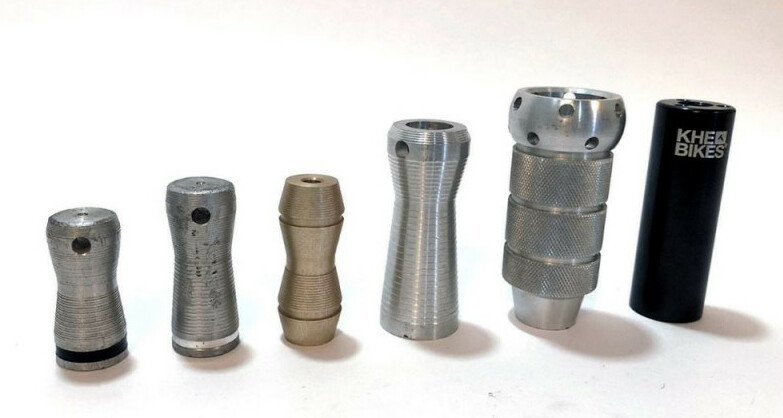
Entwicklung der Do-Pegs

Im Jahr 1988 wurde die Firma KHEbikes von Thomas und Wolfgang Göring gegründet. Der Bestandteil „KHE“ des Firmennamens wird vom Kürzel der Heimatstadt Karlsruhe der Firmeninhaber abgeleitet. Das erste Produkt waren die Do-Pegs, eine Art doppelkonischer Tritte, die mithilfe einer kleinen Drehmaschine gedreht und an die Radnaben geschraubt wurden. Im Jahr 1990 wurden die ersten Grinddiscs, eine  Art von Kettenschutz, in Zusammenarbeit mit dem Flatlandweltmeister Albert Retey hergestellt. 1992 brachte die Firma die erste Freecoaster-Nabe auf den Markt und war die erste Firma, die diese in ein Komplettrad verbaute. Eine solche Nabe ermöglicht es, beim BMX-Fahren das Fahrrad rückwärts rollen zu lassen, ohne mitzutreten. Ein Jahr später kam 1993 der erste eigene Rahmen Catweazle auf den Markt. Dies geschah erneut in Zusammenarbeit mit Albert Retey, der im selben Jahr die Weltmeisterschaft in der Kategorie „BMX Freestyle Flatland“ gewann. Der Catweazle-Rahmen wurde aus Mannesmann-Rohren in Russland zusammengeschweißt. 1996 erweiterte die Firma ihr Sponsoring auf den internationalen Markt und hatte mit Jamie Bestwick ihren ersten BMX-Fahrer, der auf einem KHE-Bike Weltmeister wurde. 
Im Jahr 1999 warb das Unternehmen mit der Erotikdarstellerin Dolly Buster. Im Jahr 2000 brachte das Unternehmen das Bonanza-Rad wieder auf den Markt.
Der erste „gebuttete“ Lenker der Welt wurde im Jahr 2004 von KHEbikes entwickelt. Bei diesem Lenker wurde an Druckpunkten Material verstärkt und an anderen, weniger belasteten Stellen Material verringert. In den letzten Jahren werden solche butted- Lenker verstärkt eingesetzt und sind im High-End-Bereich Standard.
Im Jahr 2008 nahm der damalige KHE-Teamfahrer Sven Lehmann an der TV-Sendung Wetten, dass..? teil. Er wettete, mit einem BMX-Rad und mithilfe einer Rampe über ein Fertighaus springen zu können, verlor jedoch die Wette. Im selben Jahr sowie auch 2013 nahm KHEbikes an der jährlichen Eurobike-Messe teil.

## Fahrer
Zum Fahrer-Team von KHEbikes zählen neben dem Gründer Thomas Göring Fahrer wie Adam Kun, Matthias Dandois, Jamie Bestwick, Albert Retey und Harry Main. Die KHE-Teamfahrer haben nach Angaben des Unternehmens insgesamt über zehn Weltmeistertitel gewonnen.

## Veranstaltungen
2010 veranstaltete KHEbikes die „Made in Germany Tour“, an der zahlreiche bekannte BMX-Fahrer teilnahmen. Stopps waren unter anderem Lohhof, Darmstadt, Berlin und Hamburg.
2011 veranstaltete das Unternehmen die „Made in France Tour“, die von Karlsruhe nach Montpellier verlief.